# Kühlbekleidung
Als Kühlbekleidung werden Kleidungsstücke bezeichnet, die eine Absenkung der Körpertemperatur zu therapeutischen Zwecken, am Arbeitsplatz oder im Sport bewirken.
Der Kühleffekt wird dabei durch Verdunstungskälte mit Wasser, durch vorherige Kühlung in Kühlschränken oder durch Luftzirkulation erzeugt.
Kühlbekleidung wird in Form von Kühlwesten, Stirn-, Nacken- und Handgelenksbändern, Strümpfen und auch als Handtücher angeboten.

## Therapeutik
Kühlbekleidung wird zur Linderung und Vermeidung von Beschwerden bei Multipler Sklerose
(siehe auch Uhthoff-Phänomen) sowie bei an- oder hypohidrotischer ektodermaler Dysplasie (siehe auch Christ-Siemens-Touraine-Syndrom) eingesetzt.

## Sport
Die Anwendung von Kühlbekleidung im Sport dient der Steigerung der Leistungsfähigkeit und zur Vermeidung der Überhitzung des Körpers, die beispielsweise durch verringerte Schweißverdunstung bei hoher Luftfeuchtigkeit auftreten kann. Wissenschaftliche Untersuchungen haben eine verbesserte Ausdauerleistung durch Anwendung von sogenanntem Precooling mittels Kühlwesten im Vergleich zum üblichen Aufwärmen vor dem Sport nachgewiesen.
In der deutschen Leichtathletik wurden Kühlwesten erstmals von Siebenkämpferinnen bei den Weltmeisterschaften in Osaka 2007 eingesetzt.
Häufiger zu sehen waren Kühlwesten auch bei den Olympischen Spielen 2008 in Peking wegen der dort herrschenden hohen Temperatur und Luftfeuchtigkeit.

## Arbeitsplatz
In der Arbeitswelt kommt Kühlbekleidung an Hitzearbeitsplätzen in der Industrie sowie bei Feuerwehren zum Einsatz. Dadurch werden die Effizienz und Produktivität gesteigert und zugleich Ermüdung und Unfallgefahr verringert.
Auch in Landwirtschaft, Forstwirtschaft und Gartenbau wird Kühlbekleidung bei Arbeiten im Freien eingesetzt, um die Arbeitssicherheit zu verbessern.